# Liste der Städte in Alabama
Die folgende Liste zeigt alle Kommunen und Siedlungen im US-Bundesstaat Alabama. Sie enthält sowohl Citys, Towns und Villages als auch Census-designated places (CDP).
Die obere Tabelle enthält die Städte mit mehr als 25.000 Einwohnern:
Stand United States Census 2020
| Rang | Stadt          | County     | Einwohnerzahl |
| ---- | -------------- | ---------- | ------------- |
| 1    | Huntsville     | Madison    | 215.006       |
| 2    | Birmingham     | Jefferson  | 200.733       |
| 3    | Montgomery     | Montgomery | 200.603       |
| 4    | Mobile         | Mobile     | 187.041       |
| 5    | Tuscaloosa     | Tuscaloosa | 99.600        |
| 6    | Hoover         | Jefferson  | 92.606        |
| 7    | Auburn         | Lee        | 76.143        |
| 8    | Dothan         | Houston    | 71.072        |
| 9    | Decatur        | Morgan     | 57.938        |
| 10   | Madison        | Madison    | 56.933        |
| 11   | Florence       | Lauderdale | 40.184        |
| 12   | Vestavia Hills | Jefferson  | 39.102        |
| 13   | Phenix City    | Russell    | 38.816        |
| 14   | Prattville     | Autauga    | 37.781        |
| 15   | Gadsden        | Etowah     | 33.945        |
| 16   | Alabaster      | Shelby     | 33.284        |
| 17   | Northport      | Tuscaloosa | 31.125        |
| 18   | Opelika        | Lee        | 30.995        |
| 19   | Enterprise     | Coffee     | 28.711        |
| 20   | Daphne         | Baldwin    | 27.462        |
| 21   | Homewood       | Jefferson  | 26.414        |
| 22   | Trussville     | Jefferson  | 26.123        |
| 23   | Bessemer       | Jefferson  | 26.019        |
| 24   | Athens         | Limestone  | 25.406        |

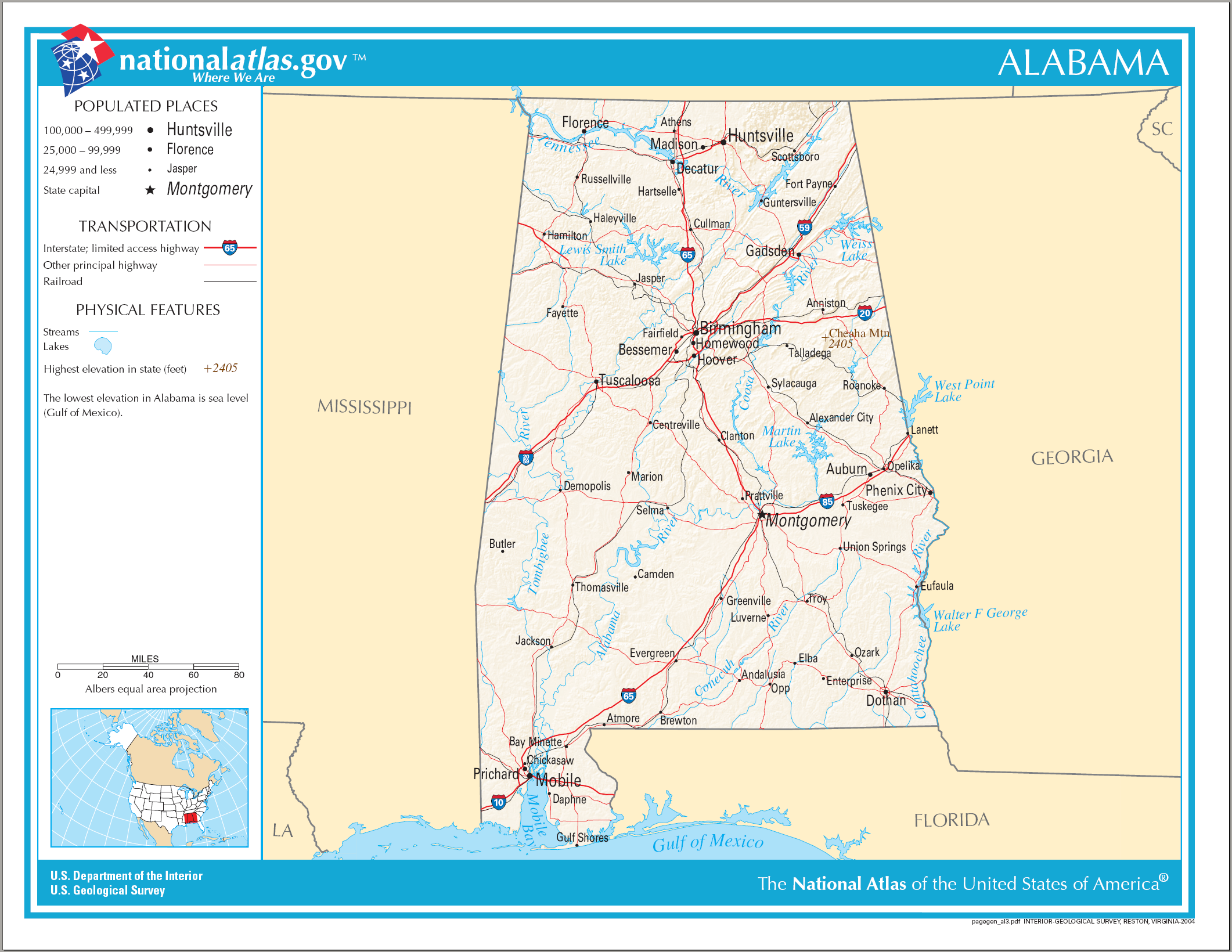
Karte von Alabama

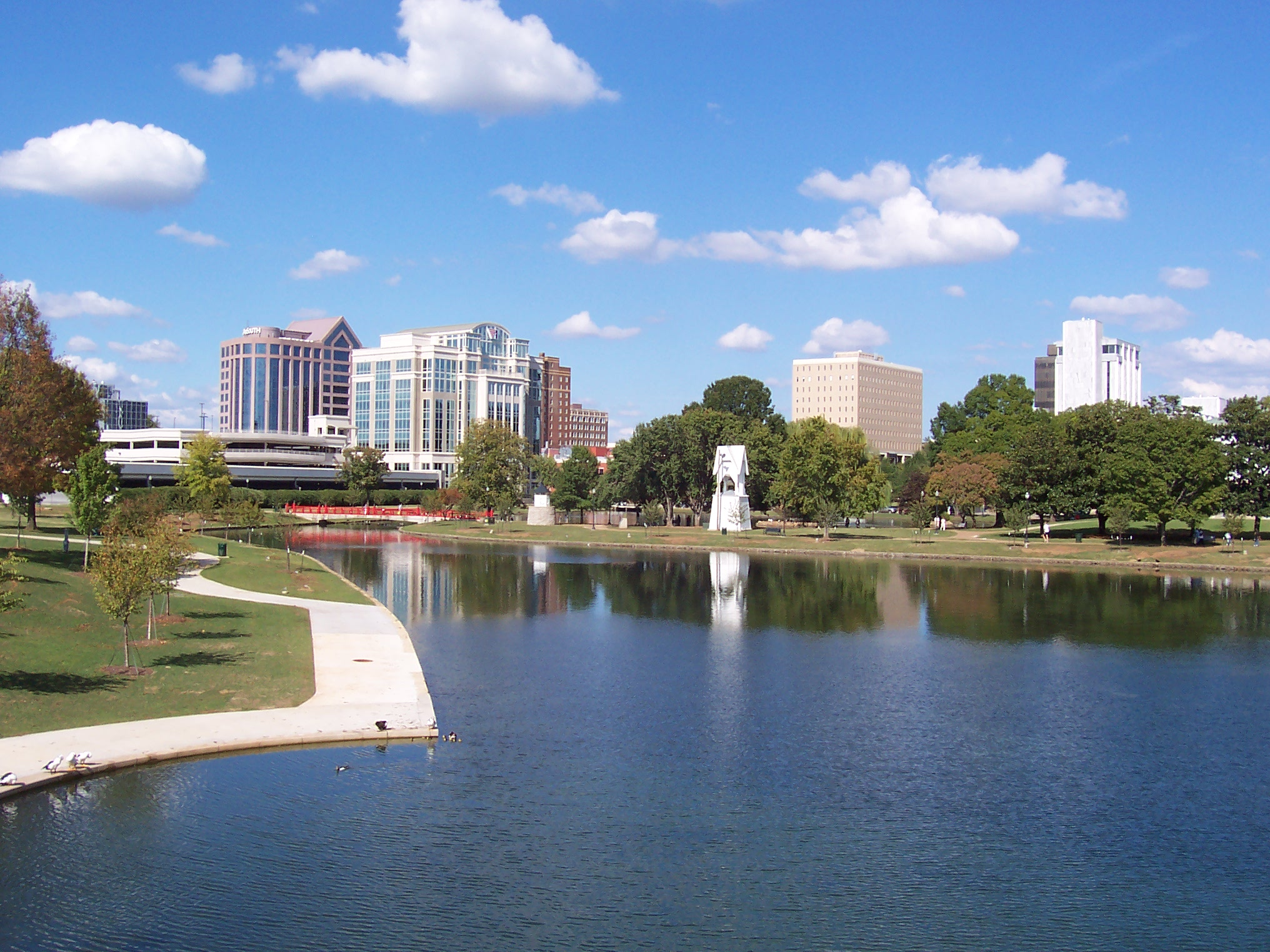
Huntsville ist mit ca. 215.000 Einwohnern die größte Stadt in Alabama.

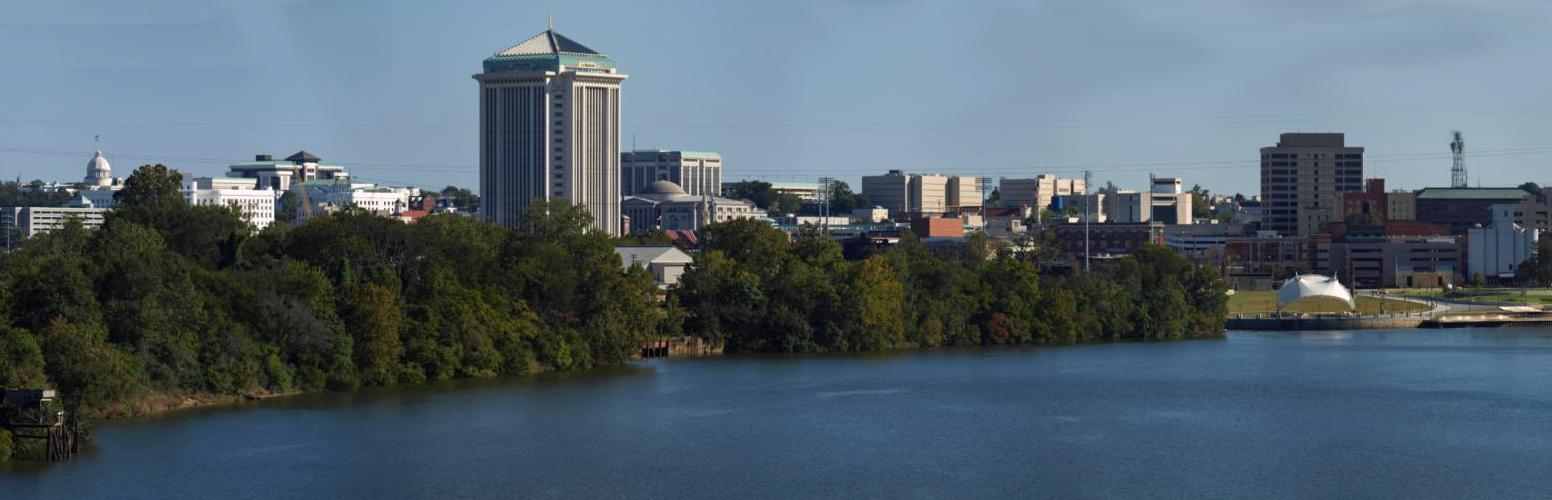
Montgomery, Hauptstadt und drittgrößte Stadt Alabamas

Weitere Siedlungen in alphabetischer Reihenfolge:
| Abbeville Abel Abernant Ada Adamsville Addison Adger Akron Alabama Port Alberta Albertville Alexander City Alexandria Aliceville Allgood Alma Alpine, DeKalb County Alpine, Talladega County Alton Altoona Andalusia Anderson, Etowah County Anderson, Lauderdale County Anne Manie Anniston Arab Ardmore Ariton Arley Arlington Ashford Ashland Ashville Athens Atmore Attalla Autaugaville Avon Awin Axis Babbie Baileyton Bakerhill Bangor Banks Bankston Bay Minette Bayou La Batre Bear Creek Beatrice Beaverton Belk Bellamy Belle Mina Bellwood Benton Berry Billingsley Birmingport Black Bladon Springs Blount Springs Blountsville Blue Springs Boaz Boligee Bon Air Bon Secour Booth Boykin Bradford Braggs Branchville Brantley Bremen Brent Brewton Bridgeport Brierfield Brighton Brilliant Brooklyn Brookside Brooksville Brookwood Browns Brownsboro Brundidge Bryant Bucks Buhl Burlington Burnt Corn Burnwell Butler Bynum Cahaba Calera Calvert Camden Camp Hill Campbell Capshaw Carbon Hill Cardiff Carlton Carolina Carrollton Castleberry Catherine Cecil Cedar Bluff Center Point Centreville Centre Centreville Chalkville Chancellor Chapman Chatom Chelsea Cherokee Chickasaw Childersburg Choccolocco Citronelle Clanton Claud | Clay Clayhatchee Clayton Cleveland Clio Clopton Cloverdale Coaling Coden Coffee Springs Coffeeville Coker Collinsville Colony Columbia Columbiana Consul Cook Springs Coosada Cordova Corner Cottondale Cottonton Cottonwood County Line Courtland Cowarts Coy Cragford Crane Hill Crawford Creola Cromwell Cropwell Crosston Crossville Cuba Cullman Cusseta Cuthbert Dadeville Daleville Danville Daphne Dauphin Island Daviston Dawson Dayton De Armansville Deatsville Deer Park Delmar Delta Demopolis Detroit Dickinson Dixons Mills Dodge City Dolcena Dolomite Dora Double Springs Douglas Dozier Duncanville Dunnavant Dutton East Brewton Eastaboga Eclectic Edgewater Edwardsville Eight Mile Elba Elberta Eldridge Elgin Elkmont Elmore Emelle Empire Equality Epes Ethelsville Eufaula Eunola Eutaw Eva Evergreen Excel Fairfield Fairhope Fairview Falkville Faunsdale Fayette Fayetteville Five Points Flat Rock Flomaton Florala Foley Forkland Fort Deposit Fort McClellan Fort Mitchell Fort Morgan Fort Payne Fort Rucker Franklin Frisco City Fruithurst Fulton Fultondale Fyffe Gainesville Gallion Gantt Garden City Gardendale Gaylesville Geiger Geneva Georgiana Geraldine Gilbertown | Glen Allen Glencoe Glenwood Goldville Good Hope Goodwater Gordo Gordon Gordonville Gorham's Bluff Goshen Graham Grand Bay Grant Graysville Greenhill Greensboro Greenville Grimes Grove Hill Grove Oak Guin Gulf Shores Gum Springs Guntersville Gurley Gu-Win Hackleburg Haleburg Haleyville Hamilton Hammondville Hanceville Harpersville Hartford Hartselle Harvest Hayden Hayneville Hazel Green Headland Heath Heflin Helena Henagar Highland Home Highland Lake Hillsboro, Lawrence County Hillsboro, Madison Country Hobson City Hodges Hokes Bluff Holly Pond Hollywood Homewood Hope Hull Horn Hill Horton Hueytown Hurtsboro Hytop Ider Indian Springs Village Inverness Irondale Irvington Jackson Jacksons' Gap Jacksonville Jasper Jemison Joppa Kansas Kellyton Kennedy Kent Killen Kimberly Kimbrough Kinsey Kinston Knoxville Lacey's Spring Lacon La Fayette Lake View Lakeview Lanett Langston Leeds Leesburg Leroy Lester Letohatchee Level Plains Lexington Liberty Hill Libertyville Lillian Lincoln Linden Lineville Lipscomb Lisman Littleville Livingston Loachapoka Lockhart Locust Fork Louisville Lowndesboro Loxley Luverne Lynn Madrid Magnolia Springs Majestic Malvern Maplesville Margaret Marbury Marion Marion Junction Marvyn Masseyline Maytown | McCalla McIntosh McKenzie McMullen Mellow Valley Memphis Mentone Meridianville Midfield Midland City Midway Millbrook Millers Ferry Millport Millry Mon Louis Monroeville Montevallo Montrose Moody Mooresville Morris Mosses Moulton Moundville Mount High Mount Meigs Mount Olive Mount Vernon Mountain Brook Mountain Creek Mountainboro Mulga Munford Muscle Shoals Myrtlewood Nanafalia Napier Field Natural Bridge Nauvoo Nectar Needham New Brockton New Hope New Site Newbern Newell Newton Newville Normal North Bibb North Courtland North Johns Northport Notasulga Oak Grove Oak Hill Oakman Oakville Odenville Ohatchee Oneonta Onycha Opp Orange Beach Orion Orrville Owens Crossroads Oxford Ozark Paint Rock Palmerdale Parrish Pelham Pell City Pennington Perdido Perote Peterman Peterson Petrey Phil Campbell Pickensville Piedmont Pike Road Pinckard Pine Apple Pine Hill Pine Ridge Pinson Pisgah Plantersville Pleasant Grove Pleasant Groves Point Clear Pollard Powell Prairieville Priceville Providence Ragland Rainbow City Rainsville Ralph Ramer Ranburne Red Bay Red Hill Red Level Reece City Reform Rehobeth Remlap Repton Ridgeville River Falls Riverside Riverview Roanoke Robertsdale Rockford Rogersville Rosa Rosedale Rutledge Safford | Salem Samantha Samson Sand Rock Sanford Saraland Sardis City Satsuma Sayre Scottsboro Seale Section Selfville Selma Seminole Semmes Sheffield Shelby Shiloh Shorter Silas Silverhill Sipsey Skyline Slocomb Smiths Station Smoke Rise Snead Snow Hill Somerville South Vinemont Southside Spanish Fort Spring Hill Spring Valley Springville Sprott Spruce Pine St. Clair Springs St. Florian St. Stephens Stapleton Steele Sterrett Stevenson Stockton Sulligent Sumiton Summerdale Summit Susan Moore Sweet Water Sylacauga Sylvan Springs Sylvania Talladega Talladega Springs Tallassee Tannehill Tarrant Taylor Tensaw Theodore Thomaston Thomasville Thorsby Tillmans Corner Town Creek Toxey Trafford Triana Trinity Troy Trussville Tuscumbia Tuskegee Union Union Grove Union Springs Uniontown Uriah Valhermosa Springs Valley Valley Head Vance Verbena Vernon Village Springs Vina Vincent Vineland Vinemont Vredenburgh Wadley Wagarville Waldo Walnut Grove Warren Warrior Waterloo Watson Waugh Waverly Weaver Webb Wedowee West Blocton West Jefferson West Point Westover Wetumpka White Hall Wilmer Wilsonville Wilton Winfield Winterboro Woodland Woodstock Woodville Wren Yellow Bluff Yellow Pine York Zion City |